# Białkowce
Białkowce (ukr. Білківці) – wieś na Ukrainie w rejonie tarnopolskim należącym do obwodu tarnopolskiego. Mieszka w niej 219 osób.

## Historia
Pierwsza wzmianka o miejscowości pochodzi z 1532 roku.
W 1880 roku liczyła 414 mieszkańców, z tego 320 grekokatolików, 87 rzymskich katolików i 7 wyznawców judaizmu. Parafia greckokatolicka, do której należała również pobliska Bogdanówka, była na miejscu. Rzymscy katolicy mieli kościół i parafię w Jeziernej. We wsi była także szkoła etatowa.
Do 2020 w rejonie zborowskim.

## Zabytki, pomniki
- cerkiew św. Mikołaja z 1844 roku[2]
- krzyż na pamiątkę zniesienia pańszczyzny[2]
- kopiec-mogiła członków UPA[2]